# WrestleMania 21
WrestleMania 21 — двадцать первая по счёту WrestleMania, PPV-шоу производства американского рестлинг-промоушна World Wrestling Entertainment (WWE). Шоу прошло 3 апреля 2005 года в Лос-Анджелесе, Калифорния, США в «Стэйплс-центре».
В главном событии шоу, которое стало главным матчем бренда Raw, Батиста бросил вызов Трипл Эйчу за титул чемпиона мира в тяжелом весе, который Батиста выиграл. В главном матче бренда SmackDown!, который был предпоследним матчем мероприятия, Джон «Брэдшоу» Лейфилд защищал своё Чемпионство WWE от Джона Сины, и Сина победил его, выполнив FU. В важных матчах шоу, Эдж выиграл первый Матч Money in the Bank в истории, а также Курт Энгл победил Шона Майклза в высоко оценённом матче критиками.
WrestleMania 21 стала первой WrestleMania, проведенной в «Стэйплс-центре», но пятой, состоявшейся в Лос-Анджелесе (после 2, VII, XII и 2000). Билеты на мероприятие были распроданы менее чем за одну минуту.

## Результаты
| №                                                          | Матч                                                                                             | Тип матча                                     | Время |
| ---------------------------------------------------------- | ------------------------------------------------------------------------------------------------ | --------------------------------------------- | ----- |
| 1P                                                         | Букер Ти победил, последним устранив Криса Мастерса                                              | Межбрендовый баттл-роял 30-и человек          | 11:19 |
| 2                                                          | Рей Мистерио победил Эдди Герреро                                                                | Одиночный матч                                | 12:39 |
| 3                                                          | Эдж победил Криса Бенуа, Криса Джерико, Кристиана (с Тайсоном Томко), Кейна и Шелтона Бенджамина | Матч Money in the Bank                        | 15:17 |
| 4                                                          | Гробовщик победил Рэнди Ортона                                                                   | Одиночный матч                                | 14:14 |
| 5                                                          | Триш Стратус (c) победила Кристи Хэмми (с Литой)                                                 | Одиночный матч за титул женского чемпиона WWE | 4:11  |
| 6                                                          | Курт Энгл победил Шона Майклза                                                                   | Одиночный матч                                | 27:27 |
| 7                                                          | Акэбоно победил Биг Шоу                                                                          | Матч сумо                                     | 1:02  |
| 8                                                          | Джон Сина победил Джона «Бредшоу» Лэйфилда (c)                                                   | За титул чемпиона WWE                         | 11:26 |
| 9                                                          | Батиста победил Triple H (c) (с Риком Флэром)                                                    | За титул чемпиона мира в тяжелом весе         | 21:34 |
| P — означает матч на пре-шоу (c) — чемпион на начало матча |                                                                                                  |                                               |       |

## Пародии
На «Рестлмании 21» было много пародий на фильмы, в этих пародиях играли многие звёзды рестлинга
- «Форрест Гамп»: Юджин в роли Тома Хэнкса, Уильям Ригал выдуманный персонаж.
- «Храброе сердце»: Трипл Эйч в роли Мэла Гибсона, Рик Флэр выдуманный персонаж.
- «Основной инстинкт»: Стэйси Киблер, Крис Бенуа, Крис Джерико и Кристиан в роли Шэрон Стоун и следователей, Невероятная Мула и Мэй Янг выдуманные персонажи.
- «Криминальное чтиво»: Эдди Гуерреро и Букер Ти в роли Джона Траволты и Самуэля Л. Джексона.
- «Несколько хороших парней»: Джон Сина и Джон «Брэдшоу» Лэйфилд в роли Тома Круза и Джека Николсона, Джонатан Коачмэн выдуманный персонаж.
- «Грязный Гарри»: Гробовщик в роли Клинта Иствуда.
- «Когда Гарри встретил Салли»: Курт Энгл и Кристи Хемми в роли Билли Кристала и Мэг Райан, Линда Макмэн выдуманный персонаж.
- «Таксист»: Хайденрайк, Батиста, Шон Майклз, Рей Мистерио, Шелтон Бенджамин, Дуг Башам, Данни Башам, Биг Шоу, Кэндис Мишель, Карлито, Таджири, Орландо Джордан, Джой Джиованни, Джин Снитски, Пол Лондон, Тазз, Чаво Герреро, Хардкор Холли, Молли Холли и Майкл Коул, исполнили свою версию фразы Роберта Де Ниро «You talkin' to me?».
- «Гладиатор»: «Ледяная глыба» Стив Остин в роли Рассела Кроу, это видео открывало шоу.